# Шаг вперёд: Всё или ничего
«Шаг вперёд: Всё или ничего» (англ. «Step Up: All In») — молодёжная музыкальная мелодрама 2014 года. Премьера 9 июля 2014 года (мир), 17 июля 2014 года (РФ).

## Сюжет
Шон со своей командой «Банда» безуспешно проводят время на кастингах. Один из кастингов они в очередной раз не проходят. Решив отдохнуть в клубе, «Банда» встречают прошедших кастинг «Мрачных рыцарей», между ними возникает танцевальный баттл. После проигрыша все участники «Банды», кроме Шона, решают покинуть Лос-Анджелес и вернуться в Майами. Через день Шон узнает о танцевальном конкурсе «Vortex с Алексой Брава», но чтобы участвовать в нём, нужно вместе со своей группой послать оригинальное видео с танцем. Шон встречается с Лосем и пытается уговорить его вместе создать команду, но последний отказывается. Лось устраивает его на работу к своим бабушке с дедушкой в школу танцев «Ча-Ча-Ча» уборщиком. Вечером того же дня Лось обо всем рассказывает своей девушке — Камилле. Она, вопреки всем ожиданиям Лося, называет идею Шона отличной и утверждает, что Лосю стоит поучаствовать. Они набирают команду «LMNTRIX» из своих старых знакомых-танцоров: Дженни Кидо, Монстра, Близнецов Сантьяго, человека-робота Владда, Вайолет, Энди и Чеда, который преподает в школе танцев «Ча-ча-ча».
Первым шагом к «Vortex» становится видео, которое команда снимает в лаборатории Лося. Показав отличный результат, команда проходит отбор и приезжает в Лас-Вегас на съемки шоу. На интервью у них происходит стычка с командой «Мрачные рыцари». Позже Шон узнает, что «Банда» тоже участвует в конкурсе, между Шоном и «Бандой» возникает недопонимание. Первый этап проходят 4 команды: «Мрачные рыцари», команда из девушек «Божественные намерения», «Банда» и конечно же команда Шона и Энди. Команда решается отдохнуть: во время их прогулки выясняется, что Шон и Энди постепенно влюбляются друг в друга, Лось же танцует с блондинкой, которая внезапно целует его — это видит вся команда… и Камилла. Лось вынужден оставить команду и ехать за ней.
На втором этапе Мрачные рыцари с большим успехом выигрывают у команды «Божественные намерения», а команда Шона выигрывает баттл с «Бандой» и тоже проходит в финал. Отмечая победу, Чад и Дженни Кидо случайно слышат разговор Алексы и капитаном «Мрачных рыцарей» о том, что шоу подстроенное и «Мрачные рыцари» выиграют в любом исходе. В то же время Энди ругается с Шоном, собирает вещи и уходит. Шон осознает, что неправильно расставил приоритеты, извиняется перед командой и разрабатывает план. На финальном этапе после «Мрачных рыцарей» выступает объединенная команда танцоров Шона, «Божественных намерений» и «Банды». Поставив настоящее шоу, они с легкостью разбивают «Мрачных рыцарей» и выигрывают «Vortex».

## В ролях
- Райан Гузман — Шон
- Брайана Эвиган — Энди Уэст
- Адам Севани — Роберт Александр III «Лось»
- Стивен Босс — Джейсон
- Миша Гэбриел Хэмилтон — Эдди
- Стивен Стево Джонс — Джаспер
- Изабелла Мико — Алекса
- Элисон Стоунер — Камилла Гейдж
- Мари Кода — Дженни Кидо
- Яя Ванкова — Девушка-робот
- Чадд Смит — Владд
- Факундо Ломбард — Маркос Сантьяго
- Мартин Ломбард — Мартин Сантьяго
- Дэвид Шрейбман — Чэд
- Луис Росадо — «Монстр»

## Саундтреки
1. Diplo feat CL — «Revolution» (Песня из финального танца)
2. Lil Wayne feat. Big Sean— «My Homies Still» (Баттл с Бандой)
3. Pitbull — «Do It feat. Mayer Hawthorne» (LMNTRIX отдыхает в Вегасе)
4. OK Go — «I Won’t Let You Down» (Shockbit Remix)
5. Steve Aoki & Chris Lake feat. Tujamo — «Boneless» (OR "Delirious (Boneless)
6. B.O.B. — «How U Do That»
7. NERD — «Lapdance»
8. Bobby Brown — «Every Little Step» (Танец Шона и Энди)
9. Steve Aoki — «Rage The Night Away feat. Waka Flocka Flame» (original)
10. Zed’s Dead — «DEMONS» (Танец в лаборатории)
11. Dirtcaps — «Hands Up» (Yellow Claw remix)
12. Celestina and Bianca Raquel — «Turn It Up»
13. Kraak & Smaak — «Squeeze Me» (В студии Ча-ча-ча)
14. Iggy Azalea — «Bounce»
15. «Mariachi Noodle» — Zombie Bank
16. «Self Confidence» — Dehousy and M&C
17. «Judgement Day» — Method Man
18. «Burning Man Down» — Zombie Bank
19. «10-Hut Booty» — DDP
20. «Down the Road» — C2C
21. «Djembe Madness» — Zombie Bank
22. «Tango» — Alexander ft. Cire Mayo
23. «The Spark» — Afrojack featuring Spree Wilson
24. «Super Bumpin'» — DDP
25. «Fight The Chaos» — Shockbit
26. «Run» — Gnarls Barkley
27. «One Toe Under» — Zombie Bank
28. «Sweat, Sugar, Dance And Voodoo» — Esjay Jones
29. «Twice» — Little Dragon
30. «Spaceman» (Carnage Festival Trap Remix) — Hardwell
31. «I’m A Psycho» — Deep Tweakers
32. «Lost in Blue» — Houses
33. «Earthquake» — Labrinth featuring Tinie Tempah
34. «Gangsta’s Paradise» (Candyland Remix) — Coolio featuring L.V.
35. «Back to Earth» — Steve Aoki feat. Fall Out Boy
36. «Hands Up in the Air» — Celestina
37. «You & I» — DDP